# South Hooksett
South Hooksett és una concentració de població designada pel cens dels Estats Units a l'estat de Nou Hampshire. Segons el cens del 2000 tenia 5.282 habitants.

## Demografia
Segons el cens del 2000, South Hooksett tenia 5.282 habitants, 1.645 habitatges, i 1.230 famílies. La densitat de població era de 387,7 habitants per km².
Dels 1.645 habitatges en un 37,7% hi vivien nens de menys de 18 anys, en un 63,3% hi vivien parelles casades, en un 7,3% dones solteres, i en un 25,2% no eren unitats familiars. En el 16,9% dels habitatges hi vivien persones soles el 6% de les quals corresponia a persones de 65 anys o més que vivien soles. El nombre mitjà de persones vivint en cada habitatge era de 2,71 i el nombre mitjà de persones que vivien en cada família era de 3,09.
Per edats la població es repartia de la següent manera: un 22,3% tenia menys de 18 anys, un 21,1% entre 18 i 24, un 29,3% entre 25 i 44, un 18,4% de 45 a 60 i un 8,8% 65 anys o més.
L'edat mediana era de 31 anys. Per cada 100 dones de 18 o més anys hi havia 105,9 homes.
La renda mediana per habitatge era de 65.222 $ i la renda mediana per família de 73.472 $. Els homes tenien una renda mediana de 42.300 $ mentre que les dones 30.069 $. La renda per capita de la població era de 22.714 $. Entorn de l'1,5% de les famílies i el 2,8% de la població estaven per davall del llindar de pobresa.